# Selina Gasparin
Selina Gasparin (Samedan, 3 aprile 1984) è una biatleta e fondista svizzera.
È sorella di Aita ed Elisa, a loro volta biatlete di alto livello.

## Biografia

### Carriera nel biathlon
Attiva principalmente nel biathlon, in Coppa del Mondo ha esordito il 26 novembre 2005 a Östersund (86ª) e ha ottenuto la prima vittoria, nonché primo podio, il 6 dicembre 2013 a Hochfilzen.
In carriera ha preso parte a tre edizioni dei Giochi olimpici invernali, Vancouver 2010 (56ª nella sprint, 40ª nell'individuale, 48ª nell'inseguimento), Soči 2014 (13ª nella sprint, 2ª nell'individuale, 15ª nell'inseguimento, 9ª nella partenza in linea, 9ª nella staffetta, 12ª nella staffetta mista) e Pyeongchang 2018 (41ª nella sprint, 39ª nell'inseguimento, 65ª nell'individuale), e a dieci dei Campionati mondiali (9ª nell'individuale a Östersund 2019 il miglior piazzamento).

### Carriera nello sci di fondo
Saltuariamente prende parte anche ad alcune gare di sci di fondo, per lo più minori; tuttavia ha preso il via anche a manifestazioni di massimo livello. Ha esordito in Coppa del Mondo il 17 febbraio 2013 a Davos, giungendo 21ª, e ai Campionati mondiali a Val di Fiemme 2013, chiudendo in 31ª posizione la 10 km. Vanta anche alcuni podi in Marathon Cup.

## Palmarès

### Biathlon

#### Olimpiadi
- 1 medaglia:
  - 1 argento (individuale a Soči 2014)

#### Coppa del Mondo
- Miglior piazzamento in classifica generale: 11ª nel 2014
- 7 podi (4 individuali, 3 a squadre):
  - 2 vittorie (individuali)
  - 3 secondi posti (2 individuali, 1 a squadre)
  - 2 terzi posti (a squadre)

##### Coppa del Mondo - vittorie
| Data             | Località                | Nazione | Spec. |
| ---------------- | ----------------------- | ------- | ----- |
| 6 dicembre 2013  | Hochfilzen              | Austria | SP    |
| 14 dicembre 2013 | Annecy Le Grand-Bornand | Francia | SP    |

Legenda:

SP = sprint

### Sci di fondo

#### Coppa del Mondo
- Miglior piazzamento in classifica generale: 103ª nel 2013

#### Marathon Cup
- Miglior piazzamento in classifica generale: 13ª nel 2010
- 2 podi:
  - 2 terzi posti